# Andrzej Gronowicz
Andrzej Gronowicz (Piła, Grande Polónia, 7 de março de 1951) é um ex-canoísta polaco especialista em provas de velocidade.

## Carreira
Foi vencedor da medalha de prata em C-2 500 m em Montreal 1976, junto com o seu colega de equipa Jerzy Opara.